# Hog Wild (1930 film)
Amnezic și căpos (în engleză Hog Wild este un film de comedie cu Stan și Bran, lansat în 1930. El are o durată de 19 minute și era format din două role. Filmul a fost regizat de James Parrott, produs de Hal Roach și distribuit de Metro-Goldwyn-Mayer.

## Rezumat
Amnezie! Domnul Hardy a început să uite lucruri, dar lui Domnul Laurel nu îi este frică, că își va pierde memoria! dar de fapt, Domnul Laurel nu a avut niciodată o memorie pe care să o piardă! Doamna Hardy, începe să strângă ceștile tacâmurile și farfuriile, dar se oprește! când deodată apare Bran, supărat că nu își găsește pălăria! se uită împrejur, și o vede pe soția lui! unde mi-e pălăria! soția sa, îi răspunde! ei bine, de ce nu te duci să o cauți! Bran se enervează în continuare, și zice spune, ei bine, așa sunteți voi soțiile! vă place să ascundeți lucruri de soții voștri, tocmai ca să nu le găsească! chiar și așa, îmi voi găsi pălăria, chiar dacă e ultimul lucru pe care-l fac! yoo-hoo, strigă Bran! Bran o cheamă pe menajera soției sale, să vadă dacă știe, unde îi este pălăria! nu știe, e serioasă pe moment, dar o apucă râsul teribil! Bran zice spune, poftim ce exemplu îmi dai mie! eu încerc să îmi găsesc pălăria! după care, se uită în oglindă, și vede pălăria pe capul său! Bran a crezut că nu vede bine! astfel, că își ascunde pălăria la spate! și apoi îl apucă râsul teribil! se face iar serios, după care zice spune, dacă nu îmi găsesc pălăria, i-a alta! apoi, se retrage pentru moment! ca apoi să se întoarcă! soția sa îl vede, și zice spune! bravo, ai găsit-o! Bran după care zice spune,
desigur! era ascunsă sub pat! și o șterge puțin de praf! și o pune la loc! după care, se aranjează la cravată în oglindă! după care, soția sa îl întreabă! unde te duci! Bran, răspunde trebuie să mă întâlnesc cu Stan! soția sa, îi zice spune, și cu radio-ul cum rămâne! Bran răspunde ei, care e treaba cu el! soția sa îi zice spune, numai merge de 3 săptămâni! asta pentru că ești prea indispus, să pui o antenă! Bran răspunde, o să o pun mâine! soția sa, îi zice spune! ba o să o pui acum, în clipa asta! ei firar să fie de treabă! Bran realizează că soția sa, nu glumește! și se apucă de treabă, că nu are încotro! Între timp, apare Stan, se ferește să nu facă accident, două mașini au trecut, noroc că s-a ferit, din cauză că se uita la o femeie, ce își ridica fusta, să nu se ude! care îl claxonează pe Bran, și îl vede pe jos! și îl întreabă, nu știai că avem întâlnire! Bran răspunde, ba da! dar Doamna Hardy, m-a rugat să pun antena, că vrea să vadă japonezii! după care Stan, zice spune, te superi dacă te ajut și eu! Bran îi răspunde, nu mă supăr! dar numai să mă ajuți! Stan apoi parchează mașina câțiva metri, la indicațiile lui Bran! Stan oprește motorul și mașina totodată! dar îl pârlește pe Bran, la fund! Bran răspunde, adu repede apă! Stan aduce o găleată cu apă, dar îl udă pe Bran cu totul! Bran se șterge puțin, după care Stan varsă ultima picătură de apă din găleată! după care, Bran nervos, aruncă găleata! dar nimerește un geam, care se sparge! după care îi dă un suport lui Stan, și el scapă suportul, și sparge iar un geam! din păcate o atinsese, și pe Doamna Hardy! și astfel îl lovește cu tigaia în cap! speră că i-a venit de hac! Bran se uită supărat la Stan, și i-a după aceea o placă de lemn, pe care o pune pe mașină! îi dă scara Stan, să se urce pe ea, pe Doamna Hardy o apucă râsul teribil! se urcă atât Bran cât și Stan, dar Stan cade, și trage de funia pe care o avea la spate! amândoi se urcă în sfârșit pe acoperiș! Bran s-a urcat primul, după el Stan, dar nu avea stabilitate, și se ținea de picioarele lui Bran! Bran răspunde ai grijă, că s-ar putea să cad! după care, bun suntem pe acoperiș! să ne apucăm de treabă! astfel Stan, mută un suport pe o parte, și Bran pe cealaltă parte! Stan face partea lui făcand concurs de echilibristică, dar Bran alunecă fix, pe suportul care trebuia să îl pună el! și cade în fântâna arteziană! după care Stan, se uită după el, și îl vede abia în fântâna arteziană, când se duce spre șemineu! după care zice spune, ce cauți acolo, hai sus! îi arată cu mâna, și apoi cu ciocanul! Bran se urcă pe scară, și îi spune zice lui Stan, acum leagă cablul ăsta de suport! Stan face așa, numai că se grăbește, și Bran scapă ciocanul peste picioare! se enervează îi vine să arunce cu ceva în el, numai că Stan așează cablul de suport! și trage în sus! și Bran, din nou cade în fântâna arteziană! Bran se urcă din nou, pe scară, și i-a o placă de lemn să îl lovească de nervi pe Stan! Bran, apoi pune placa de lemn, și bate un cui cu ciocanul! numai că îi cade în cap lui Doamna Hardy, bucăți de tavan! apoi Bran, trage de cablu spre șemineu, și leagă cablul de șemineu! apoi de el! îl pune pe Stan, să țină funia, și să i-o dea lui! numai că amândoi alunecă, în fântâna arteziană, și se răstoarnă și cărămizile de la șemineu, peste ei! se fac plini de praf! apoi Doamna Hardy, îl lovește pe Bran în cap! cu o cărămidă! după care îi zice spune lui Bran, vă mai jucați mult! apoi Doamna Hardy, închide geamul! apoi Bran îi zice spune lui Stan, mai bine îți dau eu ție, funia cu ciocanul! și după îmi dai ciocanul! Bran se urcă pe scară, iar Stan e jos, îi aruncă ciocanul lui Stan, dar îl lovește în cap! Bran răspunde acum bagă cablul în priza A, Stan face asta, dar îl electrocutează pe Bran! care cade în șemineu! Doamna Hardy, se sperie teribil! când îl vede pe Bran, plin de praf! apoi Stan îl vede așa, Bran se șterge de praf, îl ajută Stan să se șteargă de praf! dar Bran se supără, și vrea să îl lase în pace! Doamna Hardy îi zice spune, mai bine ai înceta să repari radio-ul! după care Bran zice spune, ba bine că nu! am să repar radio-ul acela, chiar dacă e ultimul lucru pe care-l fac! Bran pleacă, apoi îl urmează Stan, și se împiedică de o masă, și o răstoarnă, și apoi Doamna Hardy se supără pe Stan! Bran apoi îi zice spune lui Stan, să faci ce trebuie, altfel îți strâng gâtul! numai că Stan, apasă pe accelerație, și mașina sa o i-a la goană prin oraș, cu Bran pe jumătate de scară! merg trec de o autostradă, apoi o i-au într-o parte și se feresc de pod! apoi trec de o altă mașină, și apoi să se lovească de un autobuz, numai că nu fac asta, și trec pe lângă el! Stan, oprește mașina, și Bran cade cu tot, cu scara pe spate! apoi apare Doamna Hardy, tristă, că numai au radio-ul! și spune zice, că l-au furat hoții și că numai este! în fine, îl aștepta pe Bran, Stan, și vin amândoi! Doamna Hardy, stă în spate, iar Bran în față cu Stan! când să pornească mașina Stan, numai merge! astfel că un tramvai îi lovește mașina lui Stan! trecătorii se abțineau să nu privească ce urma să se întâmple! iar vatmanul îl avertizează pe Stan, să mute mașina de aici! astfel că Stan, mută mașina, așa boțită cum era! și merg cu ea, acasă!.

## Distribuție
- Stan Laurel - el-însuși (Stan)
- Oliver Hardy - el-însuși (Bran)
- Fay Holderness - Doamna Naomi Hardy
- Dorothy Granger - menajera Doamnei Hardy

## Semnificație culturală
Ca și alte filme cu Stan și Bran din această perioadă, Hog Wild a fost refilmat în versiunile spaniole, și versiunile franceze! în care Laurel și Hardy, vorbesc fonetic, în limbile respective! versiunea franceză se numea Pele Mele, iar versiunea spaniolă Radio Mania, în Anglia a fost dat alt nume titlului, adică se numea Aerial Antics, pentru că Hog Wild, era o expresie americană idioată. Filmul este primul care arată muzica, de-a lungul filmului! Muzica este experimentală, și unul din cei care au folosit bucățile scrise de Leroy Shield. Seria Our Gang, începea să folosească muzică de decor, dar de preferat muzica orchestrală! și mixa câteva pe Shield Tunes, în ultimele episoade din perioada 1929-1930 sezon, A Tough Winter. Acest film a fost colorizat computerizat în 1986. 